# Israël au Concours Eurovision de la chanson 1976
Israël a participé au Concours Eurovision de la chanson 1976 le 3 avril à La Haye, aux Pays-Bas. C'est la quatrième participation d'Israël au Concours Eurovision de la chanson.
Le pays est représenté par le groupe Chocolate, Menta, Mastik et la chanson Emor shalom, sélectionnés en interne par la l'Autorité de radiodiffusion d'Israël.

## Sélection interne
Le radiodiffuseur israélien, l'Autorité de radiodiffusion d'Israël (IBA, Israel Broadcasting Authority ou רָשׁוּת השׁידוּר, Rashùt ha-shidúr), choisit en interne l'artiste et la chanson représentant Israël au Concours Eurovision de la chanson 1976.
| Artiste                  | Chanson                 | Langue |
| ------------------------ | ----------------------- | ------ |
| Chocolate, Menta, Mastik | Emor shalom (אמור שלום) | Hébreu |

Lors de cette sélection, c'est la chanson Emor shalom, écrite par Ehud Manor, composée par Matti Caspi, et interprétée par Chocolate, Menta, Mastik, qui fut choisie. Le chef d'orchestre sélectionné est Matti Caspi.

## À l'Eurovision

### Points attribués par Israël
| 12 points | Royaume-Uni |
| 10 points | Autriche    |
| 8 points  | Pays-Bas    |
| 7 points  | Monaco      |
| 6 points  | Finlande    |
| 5 points  | France      |
| 4 points  | Suisse      |
| 3 points  | Irlande     |
| 2 points  | Italie      |
| 1 point   | Belgique    |

### Points attribués à Israël
| 12 points  | 10 points | 8 points                 | 7 points                       | 6 points                 |
| ---------- | --------- | ------------------------ | ------------------------------ | ------------------------ |
|            | - Italie  | - Finlande - Yougoslavie | - Luxembourg - Norvège - Suède | - Autriche - Royaume-Uni |
| 5 points   | 4 points  | 3 points                 | 2 points                       | 1 point                  |
| - Belgique | - Irlande | - Allemagne              | - Pays-Bas - Portugal          | - Monaco - Suisse        |

Chocolate, Menta, Mastik interprètent Emor shalom en quatrième position lors de la soirée du concours, suivant l'Belgique et précédant le Luxembourg.
Au terme du vote final, Israël termine 6e sur 18 pays participants, ayant reçu 77 points au total,.